# سومو السيدات

مباراة مصارعة سومو نسائية معاصرة

سومو السيدات (女相撲 onna-zumō) هو أحد أشكال السومو التي تلعبها السيدات. تقليديا، تمنع رياضة السومو الاحترافية النساء من المشاركة في المنافسة والاحتفالات. لا يُسمح للنساء بدخول حلبة مصارعة السومو (دوهيو) أو لمسها. وعلى الرغم من ذلك، فقد وجدت مصارعات السومو عبر التاريخ ولا يزلن موجودات في الوقت الحاضر على مستوى الهواة.

## التاريخ
أول حالة مسجلة لنساء يمارسن رياضة السومو، وفقًا لكتاب نيهون شوكي، كانت عندما استدعى الإمبراطور يورياكو (418–479) اثنتين من العاهرات وأمرهما بارتداء مآزر والمشاركة في مصارعة السومو.
لم تصبح رياضة السومو النسائية شائعة حتى القرن الثامن عشر في منتصف إيدو (1603–1868)، عندما تم أداء شكل من أشكال السومو أونا في بعض مناطق اليابان. كانت مصارعة السومو النسائية في الأساس مشهدًا مرتبطًا ببيوت الدعارة. كانت هناك أنواع مختلفة من السومو النسائية، بما في ذلك السومو المتجول «المحترفات». استمرت هذه الظاهرة بعد إصلاحات مييجي، حتى تم قمع رياضة السومو النسائية من قبل شوغونية توكوغاوا وحكومة ميجي، حيث اعتبروا أن منظمي هذه الرياضة يفسدون الأخلاق العامة بهذه المشاهد.
استمرت رياضة السومو النسائية على الرغم من الحظر الحكومي في عام 1926. ولم تنقرض هذه الممارسة إلا بعد نهاية الحرب العالمية الثانية، حيث تم حل المجموعة الأخيرة منها في عام 1963.

## العصر الحديث
لا يعتبر معظم اليابانيين أن مصارعة السومو النسائية مصارعة أصيلة، ويُحظر الآن ممارستها في الأماكن الاحترافية، ولكنها موجودة على مستوى الهواة.
ويسمح الاتحاد الدولي للسومو وفعالياته (مثل بطولة العالم للسومو وبطولة أوروبا للسومو) للمتنافسات من الإناث. تعتبر رياضة السومو النسائية حدثًا ضمن الألعاب العالمية كما ظهرت أيضًا في ألعاب القتال العالمية 2013.
أقيمت أول بطولة وطنية للسومو للسيدات الهواة في عام 1997. القواعد مماثلة لقواعد السومو للهواة للرجال، باستثناء أن المصارعين يرتدون ملابس ضيقة تحت ماواشي، وتستمر المباريات لمدة أقصاها ثلاث دقائق بدلاً من خمس دقائق مثل تلك الموجودة في السومو للهواة للرجال.

## مصارعات السومو المشهورات
- هيوري كون
- ميكي ساتوياما
- شاران الكسندر
- جوليا دورني
- هيتال ديف
- إديتا ويتكوسكا
- سيكا إيزاوا
- إيب ماي
- آنا زيجالوفا
- فيرا كوفال
- سفيتلانا يارومكا
- ساندرا كوبن
- مارينا بريششيبا
- يونامين تشيرو
- فرانسواز هارتفيلد
- كليان بول

## ببليوغرافيا
- Seeing Stars: Sports Celebrity, Identity, and Body Culture in Modern Japan (2010, Dennis J. Frost; (ردمك 978-0674056107))
- Japanese Women and Sport: Beyond Baseball and Sumo (2011, Robin Kietlinski; (ردمك 978-1849663403))
- Martial Arts of the World: An Encyclopedia of History and Innovation, Volume 2 (2010, Green & Svinth; (ردمك 978-1-59884-243-2))
- Women's Sumo Folk Magazine-Cross-border Performing Arts (October 2012, Yoshie Kamei; (ردمك 978-4874491423))
- Folk History of Sumo (August 1996, Tomoko Yamada (ردمك 978-4487722419))